# ナクソス島
ナクソス島 (ナクソスとう、ギリシア語: Νάξος / Naxos、イタリア語: Nasso、トルコ語: Nakşa) は、エーゲ海中部・キクラデス諸島に属するギリシャ領の島。キクラデス諸島中最大の島（面積428km2）で、島の総人口は1万8904人（2011年）。

## 都市
島にはナクソス市とドライマリアの2つの自治体がある。最も大きく島で人口が多いのはホラで、ナクソス市と通常呼ばれ、7374人（2011年）の人口を抱える。他にフィロティ、アペラソス、アギオス・アルセニオス、コロノス、グリナドの村がある。

## 産業
ナクソス島は遺跡観光で人気のある島である。アギア・アンナ、アギオス・プロコピス、アリコス、カストラキ、ミクリ・ヴィグラといった美しい砂浜があり、ほとんどがホラ近郊に集中する。
ナクソスは、キクラデス諸島中地味の肥えた島である。水資源の乏しい地域の中で、水の供給に恵まれている。キクラデス諸島最高峰のザス山（999メートル）には雲が集まり、恵みの雨を降らすのである。このおかげで、畜産と同様、多種の野菜・果物生産ができ農業が経済の重要な要素となっている。ナクソスはキクラデス諸島でも自給率の高い島である。ギリシャ国内では、ジャガイモの産地として知られている。
古くから大理石の産地で、道路や建物のテラスの床などは大理石で作られている。

## 神話世界のナクソス
ギリシア神話によれば、幼いゼウスはザス山の洞穴で育てられたという。ホメーロスは、女神の聖なる島として文学的に『ディア』と記した。

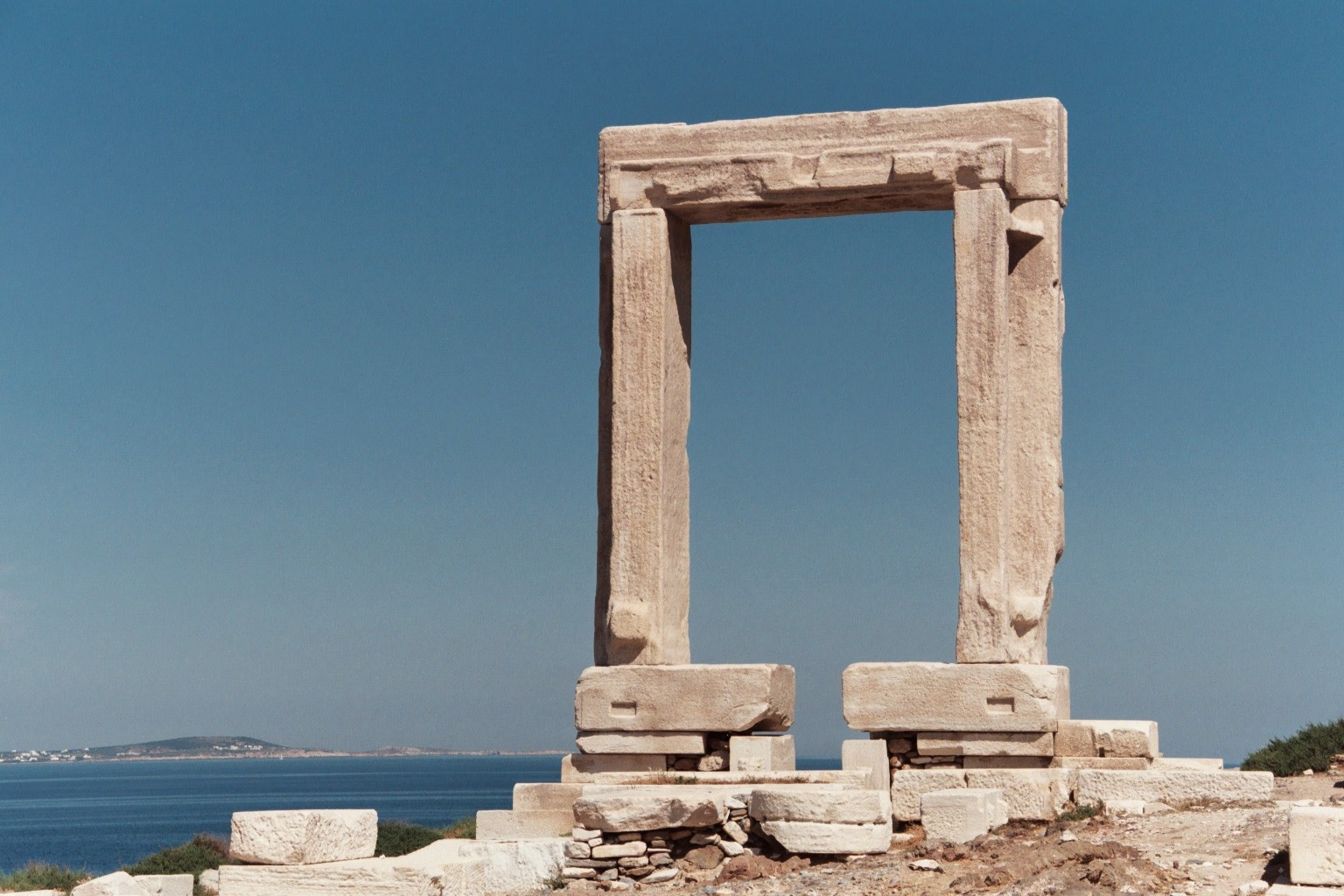
ナクソス市にある神殿

トロイ戦争以前といわれる伝説がある。英雄テーセウスは、クレタ島のラビュリントスから彼を救い出し、ミーノータウロスに殺される運命だった彼を救った恩人のアリアドネーを、この島に置き去りにしたのである。祝祭と酒の神ディオニューソスは島の守護者であり、アリアドネーと出会って恋に落ちた。しかしすぐにアリアドネーは、テーセウスとの別離に耐えられず、自殺したか天へ召されたという。ナクソスは、アリアドネの伝説を参考にしたリヒャルト・シュトラウスのオペラ『ナクソス島のアリアドネ』のナクソスである。
また巨人の兄弟アローアダイが少なくとも2つの伝説となって島に残っている。その一つは、女神アルテミスが、巨人兄弟の一人オトゥスの愛人としてナクソスに住むことを条件に、アローアダイによる神々に対する包囲をやめさせた、というものである。もう一つは、兄弟が実際にナクソスに移り住んだというものである。

## 歴史

### ナクソス蜂起

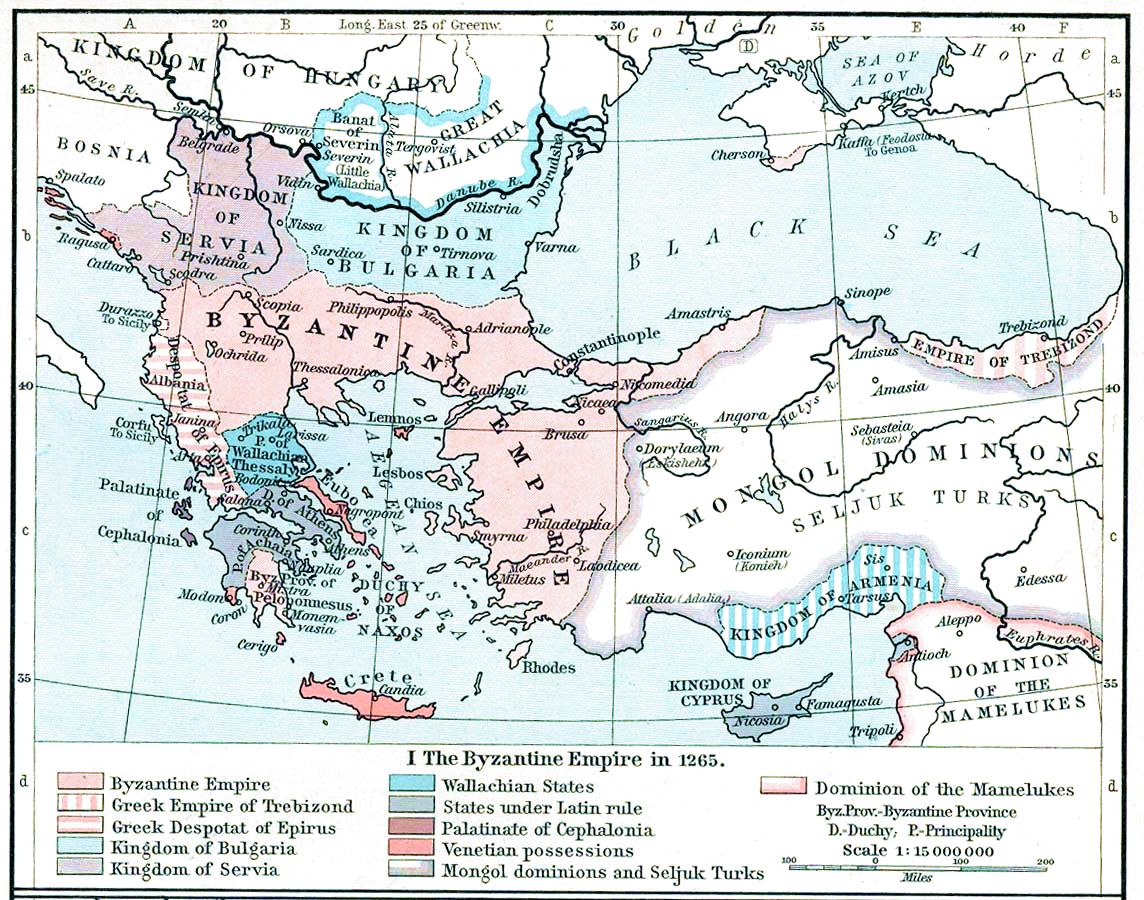
モレアにあったナクソス公国。(William R. Shepherd, Historical Atlas, 1911)

紀元前502年、ナクソスの住民たちが、当時の島の支配者ペルシャ帝国に反旗を翻した。この反乱は広範囲のイオニアの反乱のきっかけとなり、ギリシャ＝ペルシャ間のペルシャ戦争を引き起こした。

### ギリシャ、東ローマ時代
紀元前8世紀から7世紀にかけ、ナクソスはキクラデス諸島の貿易を一手に握っていた。古代ギリシャ時代、大理石の産地としても栄えた。海に突き出た小島にアポロンの神殿の遺構があり、門（ポルタラ）とその土台部分のみが残る。

### ナクソス公国
第4回十字軍の結果、ヴェネツィア共和国の影響下でコンスタンティノープルにラテン帝国が樹立し、ヴェネツィア人マルコ・サヌード（ヴェネツィアの元首エンリコ・ダンドロの甥）が島を征服した。直ちに彼はキクラデス諸島の残りの島々を手中に収め、自身を君主とするナクシア、またはアーキペラゴ（群島）公国を建国した。この公国は2つの家系のもと21人の支配者を輩出し、1566年まで存続した。このため、島にはベネチアの影響を受けた建物が多い。1714年まで、ヴェネツィア共和国がエーゲ海に浮かぶ島々を支配し続けた。

### オスマン帝国支配 (1564-1821)

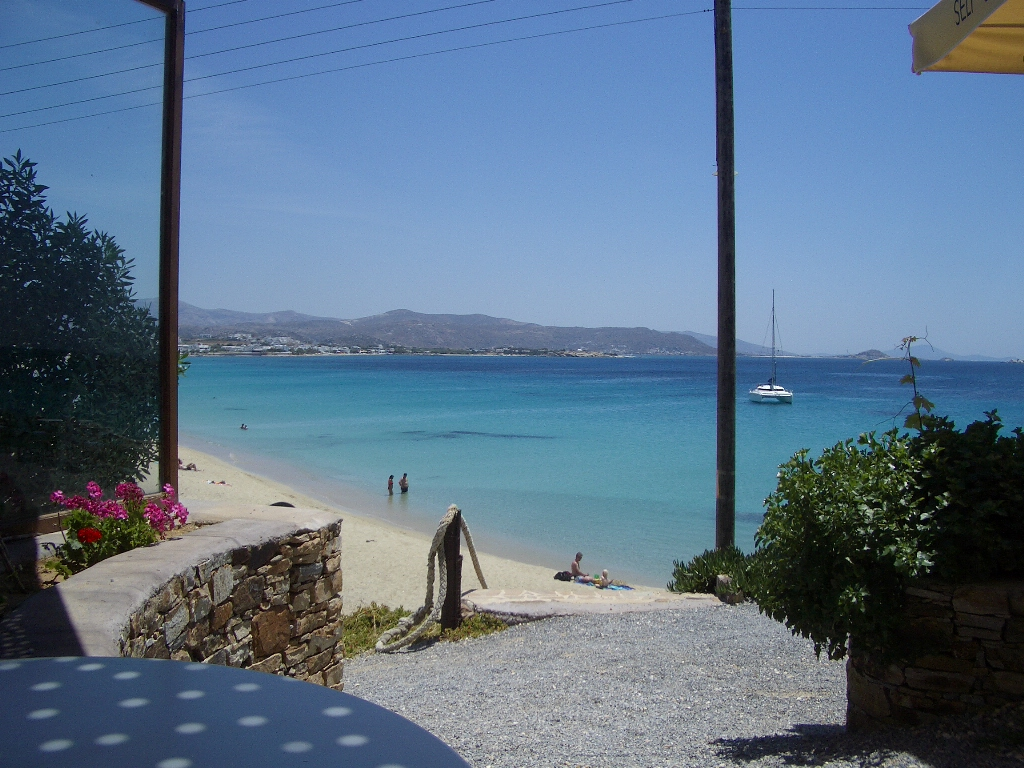
アギオス・プロコピスの砂浜

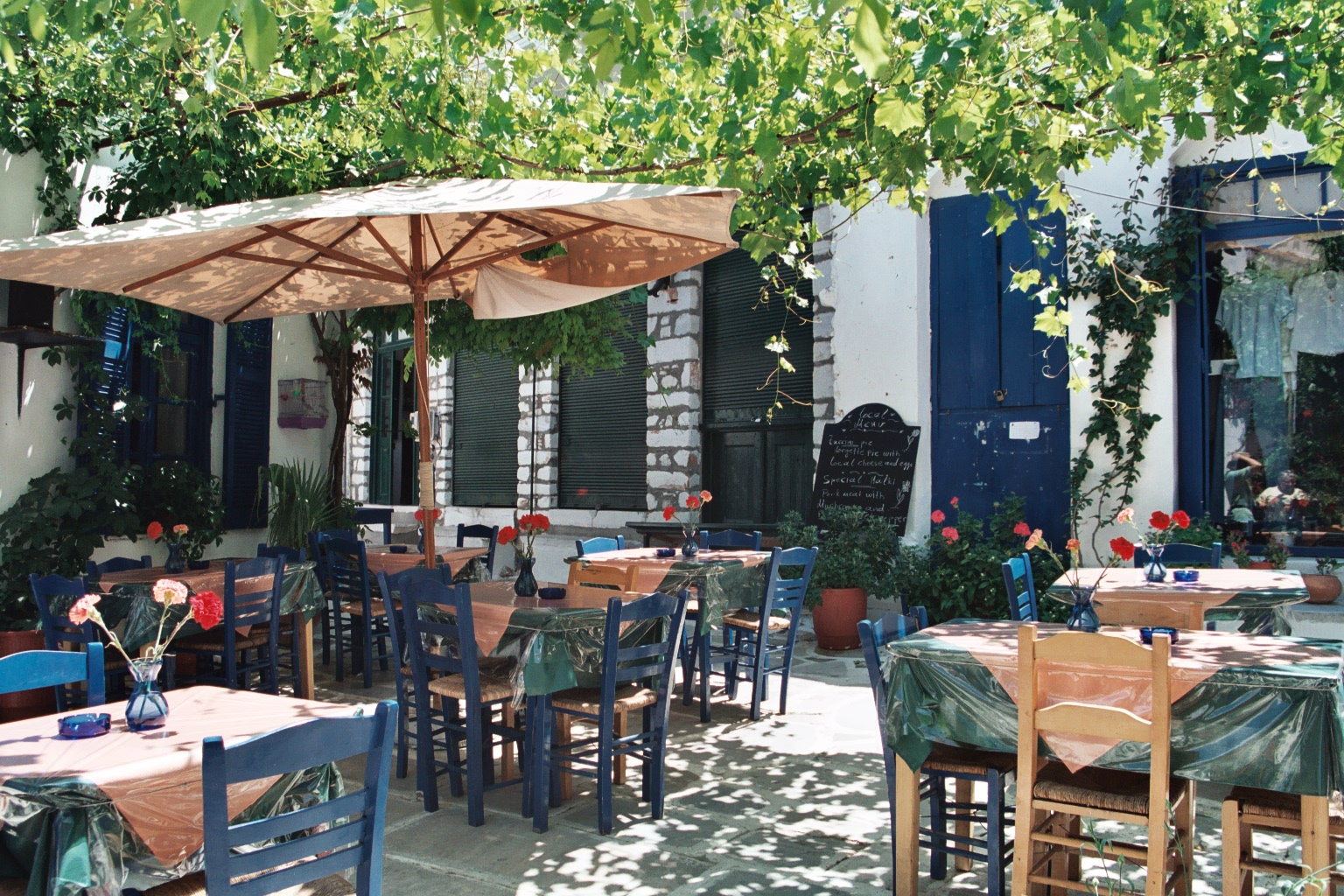
フィロティの町のタベルナ

オスマン帝国による島の支配は、実質的にはヴェネツィア共和国の管理のもとにあった。オスマン帝国朝廷は、税収さえ上がれば満足していたのである。わずかにオスマン人がナクソスへ移住したものの、島へ与えた影響はわずかだった。オスマン帝国の支配は、島に反乱の起きた1821年まで続いた。最終的にナクソスは1832年、ギリシャ国家の一員となったのである。

## 人口の推移
| 年     | 島の人口 | 増減           |
| ------ | -------- | -------------- |
| 1981年 | 14,037   | -              |
| 1991年 | 14,838   | +801/+5.71%    |
| 2001年 | 18,188   | +3,350/+22.58% |
| 2011年 | 18,904   | +716/+3.93%    |